# Церковь Михаила Архангела (Лужки)
Церковь Святого Михаила Архангела (бел. Касцёл Святога Міхала Арханёла) — католический храм в агрогородке Лужки, Витебская область, Беларуси. Относится к Шарковщинскому деканату Витебского диоцеза. Памятник архитектуры в стиле барокко, построен в 1744—1756 годах. Храм включён в Государственный список историко-культурных ценностей Республики Беларусь (код 212Г000839).

## История

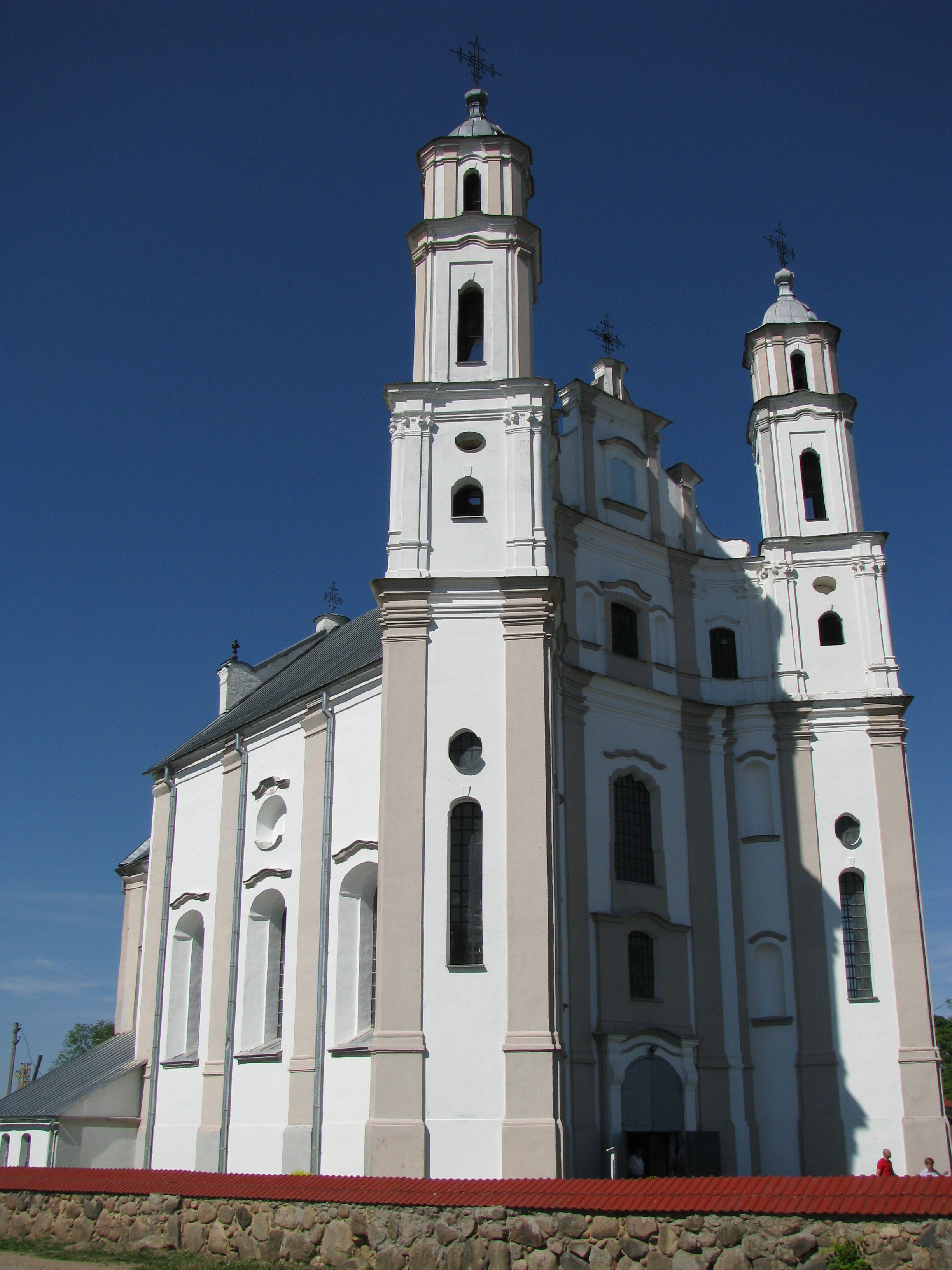

В 1741 году полоцкий каштелян Валериан Жаба пригласил в Лужки монахов из ордена пиаристов, которые открыли здесь коллегиум. В 1744—1756 году монахи возвели каменный храм Михаила Архангела.
После Польского восстания 1830 года монастырь пиаристов, как и многие другие католические монастыри на территории современной Белоруссии, был закрыт. Церковь Архангела Михаила в 1843 году переоборудовали под православную церковь.
В 1886 году была свободной вакансия настоятеля Лужского католического прихода Дисненского деканата.
После Второй мировой войны храм был закрыт, здание переоборудовано под склад минеральных удобрений.
В 1988 году храм возвращён Католической церкви. После реставрации Михайловский храм вновь стал действующим.

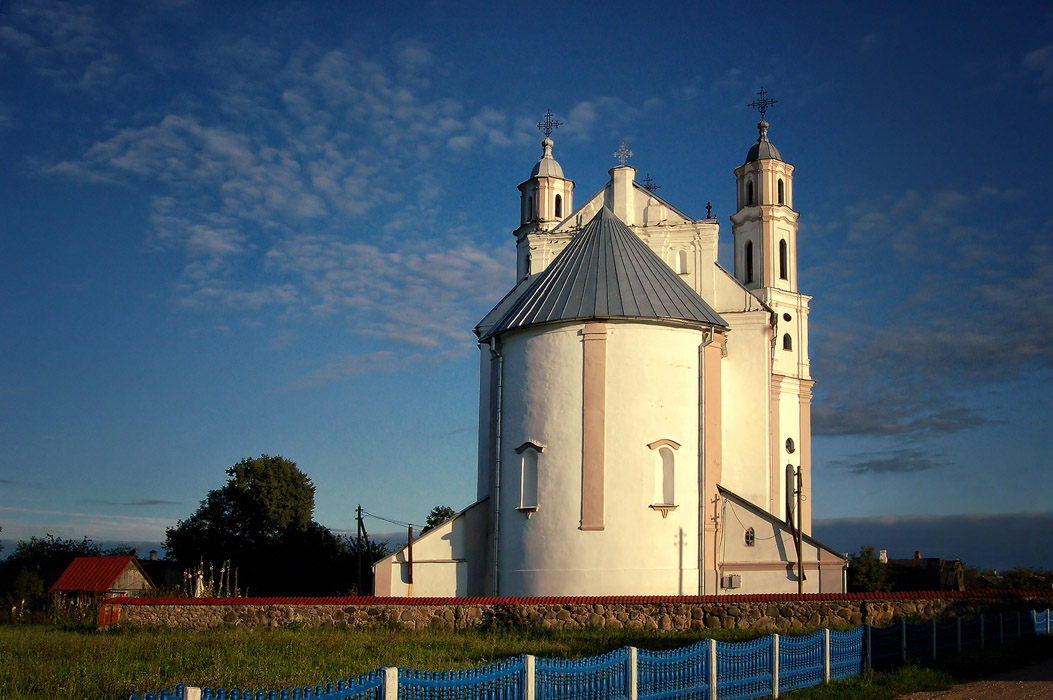

## Архитектура
Лужковский храм — один из ярких образцов виленского барокко. Храм однонефный, перекрыт цилиндрическим сводом с распалубками. Неф заканчивается большой полукруглой апсидой, которая ниже основного объёма храма и накрыта отдельной шатровой крышей. По бокам апсиды находятся две низкие симметричные ризницы, накрытые односкатными крышами. Две четырёхъярусные башни главного фасада расположены не в одной плоскости с ним, а повёрнуты под углом.
Своды храма украшены орнаментом и живописью. Главный алтарь украшали позолоченные деревянные скульптуры апостолов в стиле рококо (сохранилась лишь одна, ныне в Полоцком музее). Над входом находятся хоры, огражденные волнистым парапетом.